# Mirya Kalmuth
Mirya Kalmuth (* 29. Juli 1981 in Bangalore, Indien) ist eine deutsche Schauspielerin.

## Leben
Mirya Kalmuth ist Absolventin der Filmschauspielschule Berlin (2009). Sie spielte in mehreren deutschen Fernsehserien und Filmen mit. Zudem tritt sie im Theater auf. Sie wirkte in mehreren Werbespots mit.

## Filmografie

### Filme
- 2013: Und Äktschn!
- 2014: Yolo
- 2014: Synthesis
- 2018: Safari – Match Me If You Can

### Fernsehserien
- 2009: Die 2. Chance
- 2009–2010: Unter uns
- 2011: Fluch des Falken (14 Folgen)
- 2011: Anna und die Liebe
- 2014: What to do with the Silence
- 2014: Herzensbrecher – Vater von vier Söhnen
- 2014: Der Kriminalist – Der letzte Flug
- 2015: Stralsund: Kreuzfeuer (Fernsehfilm)
- 2016: Ein starkes Team: Vergiftet
- 2016: Angst – Der Feind in meinem Haus (Fernsehfilm)
- 2017: SOKO Köln – Schlaflos durch die Nacht
- 2018: Gute Zeiten, schlechte Zeiten (3 Folgen)
- 2018: Großstadtrevier – Das Teufelspferd
- 2018: Milk & Honey – Konferenz der Frauen
- 2020: Der Lehrer – Und ich dachte schon, ich bin der Idiot
- 2021: Notruf Hafenkante – Am Ende der Lüge
- 2022, 2025: In aller Freundschaft – Die jungen Ärzte (3 Folgen)
- 2022: SOKO Leipzig – Gegen die Zeit
- 2023: SOKO Stuttgart: Süßer Tod
- 2023: Klara Sonntag – Erste Liebe
- seit 2024: Die Spreewaldklinik
- 2024: Inga Lindström (Fernsehserie, Folge: Spinnefeind)

## Theater
- 2005: Die Stunde, da wir nichts voneinander wußten (Theater der Keller)
- 2009: Dschungelbuch (Berliner Kindertheater)
- 2010–2011: Anatol (Theaterforum Kreuzberg)